# حالت بی اهمیت
در منطق دیجیتال، یک حالت بی‌اهمیت (به انگلیسی: Don't-care term) برای یک تابع، دنباله‌ای از بیت‌ها است که به ازای آن، خروجی تابع تغییر نمی‌کند. ورودی‌ای که هیچ گاه اتفاق نمی‌افتد، یک حالت غیرممکن است. در طراحی دیجیتال، با هر دوی این حالات به صورت مشابه رفتار می‌شود و ممکن است به طور خلاصه حالت بی اهمیت نامیده شوند. نیازی نیست که طراح یک مدار منطقی برای پیاده سازی یک تابع به این حالات توجه کند، اما می تواند ورودی مدار را به طور دلخواه انتخاب کند، معمولا به صورتی که به ساده‌ترین مدار ممکن منجر شود.
در نظر گرفتن حالات بی‌اهمیت برای ساده‌سازی طراحی مدار منطقی، شامل روش‌های تصویری مانند جدول کارنو و روش‌های جبری مانند الگوریتم کوین-مک‌کلاسکی، بسیار حائز اهمیت است.

## مثال ها
| badc | 00 | 01 | 11 | 10 |
| ---- | -- | -- | -- | -- |
| 00   | 1  | 0  | 0  | 1  |
| 01   | 0  | 0  | 0  | 1  |
| 11   | 0  | 0  | 0  | 1  |
| 10   | 1  | 0  | 0  | 1  |

| badc | 00 | 01 | 11 | 10 |
| ---- | -- | -- | -- | -- |
| 00   | 1  | 0  | 0  | 1  |
| 01   | 0  | 0  | 0  | 1  |
| 11   | x  | x  | x  | x  |
| 10   | 1  | 0  | x  | x  |

| badc | 00 | 01 | 11 | 10 |
| ---- | -- | -- | -- | -- |
| 00   |    |    |    |    |
| 01   |    |    |    |    |
| 11   |    |    |    |    |
| 10   |    |    |    |    |

اعداد دودویی 1010 تا 1111 (10 تا 15 در اعداد دهدهی)، یکی از نمونه‌های حالات بی‌اهمیت برای تابعی هستند که یک دهدهی کد شده با دودویی (BCD) را به عنوان ورودی می‌گیرد، زیرا این مقادیر نمی‌توانند BCD باشند و به عنوان شبه چهارتایی (به انگلیسی: pseudo-tetrades) نیز شناخته می‌شوند.
در این تصویر، مداری که خط پایین سمت چپ نمایش‌گر هفت قسمتی را محاسبه می‌کند، با انتخاب مناسب ورودی به صورت dcba = 1010…1111، می‌توان مدار را به حالت  a b + a c ساده‌سازی کرد.
ثبات‌های فقط نوشتنی، که معمولاً در سخت‌افزارهای قدیمی‌تر یافت می‌شوند، اغلب دنباله‌ای از بهینه‌سازی‌های حالات بی‌اهمیت در مبادله کارایی با تعداد گیت‌های منطقی لازم هستند.
حالت‌های بی‌اهمیت می‌توانند در کدگذاری خط و پروتکل‌های ارتباطی نیز رخ دهند.

## مقدار X
حالت‌های نامنظم همچنین ممکن است به یک مقدار ناشناخته در یک سیستم منطقی چند ارزشی اشاره داشته باشد، در این صورت ممکن است به آن مقدار X یا مقدار نامشخص (don't know) نیز گفته شود.  در زبان توصیف سخت‌افزار وریلوگ (Verilog) این مقادیر با حرف "X" مشخص می‌شوند. در زبان توصیف سخت‌افزار VHDL (در بسته منطقی استاندارد) این مقادیر با حرف "X" (ناشناخته اجباری) یا حرف "W" (ناشناخته ضعیف) نشان داده می‌شوند. 
در سخت‌افزار، مقدار X وجود ندارد. در شبیه‌سازی، مقدار X می‌تواند ناشی از دو یا چند منبع باشد که همزمان سیگنال را هدایت می‌کنند، یا می‌تواند ناشی از بدست نیامدن خروجی پایدار از یک فلیپ فلاپ باشد. در سخت‌افزار ترکیب شده، مقدار واقعی چنین سیگنالی 0 یا 1 خواهد بود، اما نمی‌توان آن را به وسیله ورودی‌های مدار تعیین کرد.

## حالت های تغذیه
ملاحظات بیشتر برای مدارهای منطقی که شامل برخی بازخوردها هستند، مورد نیاز است. یعنی آن دسته از مدارهایی که به مقادیر قبلی مدار و همین طور ورودی‌های خارجی جریان آن بستگی دارند. چنین مدارهایی را می‌توان با ماشین حالت(FSM) نشان داد. بعضی اوقات ممکن است برخی از حالت‌هایی که از نظر اسمی امکان وقوع ندارند، به طور تصادفی در هنگام تغذیه مدار یا در اثر تداخل تصادفی (مانند تابش کیهانی، نویز الکتریکی یا گرما) ایجاد شوند. این را ورودی منع شده نیز می‌نامند. در بعضی موارد، ترکیبی از ورودی وجود ندارد که بتواند ماشین حالت به یک حالت عملیاتی عادی ببرد. دستگاه در حالت تغذیه گیر می‌افتد یا می‌تواند فقط بین سایر حالت‌های غیر ممکن در پلتفرم بسته (به انگلیسی: Closed platform) حرکت کند. به این حالت قفل سخت‌افزاری یا خطای نرم‌افزاری نیز گفته می‌شود. چنین حالاتی اگر چه ظاهراً امکان وقوع ندارند، حالت بی‌اهمیت نیستند و طراحان اقداماتی برای اطمینان از غیر ممکن شدن آنها انجام می‌دهد یا در غیر اینصورت، یک هشدار بی‌اهمیتی ایجاد می‌کنند که یا به نشانه حالت اضطراری برای تشخیص خطا و یا اینکه ناپایدار هستند و به یک حالت عملیاتی نرمال منتهی می‌شوند.